# محمد تكديمير
محمد تكديمير (بالتركية: Mahmut Tekdemir)‏ (20 يناير 1988 في تركيا - ) هو لاعب كرة قدم تركي في مركز الدفاع. شارك مع منتخب تركيا تحت 19 سنة لكرة القدم ومنتخب تركيا تحت 21 سنة لكرة القدم ومنتخب تركيا ب لكرة القدم ‏ ومنتخب تركيا لكرة القدم. أما مع النوادي، فقد لعب مع نادي إسطنبول باشاكشهر.

## وصلات خارجية
- محمد تكديمير على موقع الاتحاد الأوربي (الإنجليزية)
- محمد تكديمير على موقع اتحاد تركيا (لاعب) (الإنجليزية)
- محمد تكديمير على موقع قاعدة بيانات كرة القدم.إي يو (الإنجليزية)
- محمد تكديمير على موقع ناشيونال فوتبول تيمز (الإنجليزية)
- محمد تكديمير على موقع Soccerway.com (الإنجليزية)
- محمد تكديمير على موقع عالم كرة القدم.نت (الإنجليزية)